# ای.آر. رالینسون
ای. آر. رالینسون (انگلیسی: A. R. Rawlinson؛ ‏ ۹ اوت ۱۸۹۴ – ۲۰ آوریل ۱۹۸۴) یک افسر نیروی زمینی بریتانیا بود که طی هر دو جنگ جهانی اول و دوم، در خط مقدم جبههٔ غربی و بعدها در بخش اطلاعات نظامی ارتش بریتانیا خدمت کرد. وی در دوران صلح، یک فیلم‌نامه‌نویس و تهیه‌کننده فیلم موفق بود.
از فیلم‌ها یا مجموعه‌های تلویزیونی که وی در آن‌ها نقش داشته‌است، می‌توان به مردی که زیاد می‌دانست، معادن شاه سلیمان و تهران اشاره نمود.